# Широковещательный домен

Домены коллизий и широковещательные домены на концентраторе (уровень 1), коммутаторе (уровень 2), маршрутизаторе или коммутаторе с виртуальными сетями (уровень 3 и 2)

Широковеща́тельный доме́н (сегме́нт) (англ. broadcast domain) — группа доменов коллизий, соединенных с помощью устройств второго уровня. Иными словами логический участок компьютерной сети, в котором все узлы могут передавать данные друг другу с помощью широковещания на канальном уровне сетевой модели OSI.
Термин иногда применяется и к третьему уровню с соответствующей оговоркой.
Устройства, управляющие широковещательным доменом — маршрутизаторы, работающие на третьем, сетевом уровне модели OSI, и коммутаторы на втором уровне модели OSI, поддерживающие функции виртуальных сетей, также известных как изоляция портов. Устройства первого уровня — концентраторы (устарели) и повторители, а также коммутаторы без поддержки виртуальных сетей или изоляции портов широковещательный домен не ограничивают, то есть узлы, подключенные к портам этих устройств, находятся в одном широковещательном домене.